# Buddhista meditáció

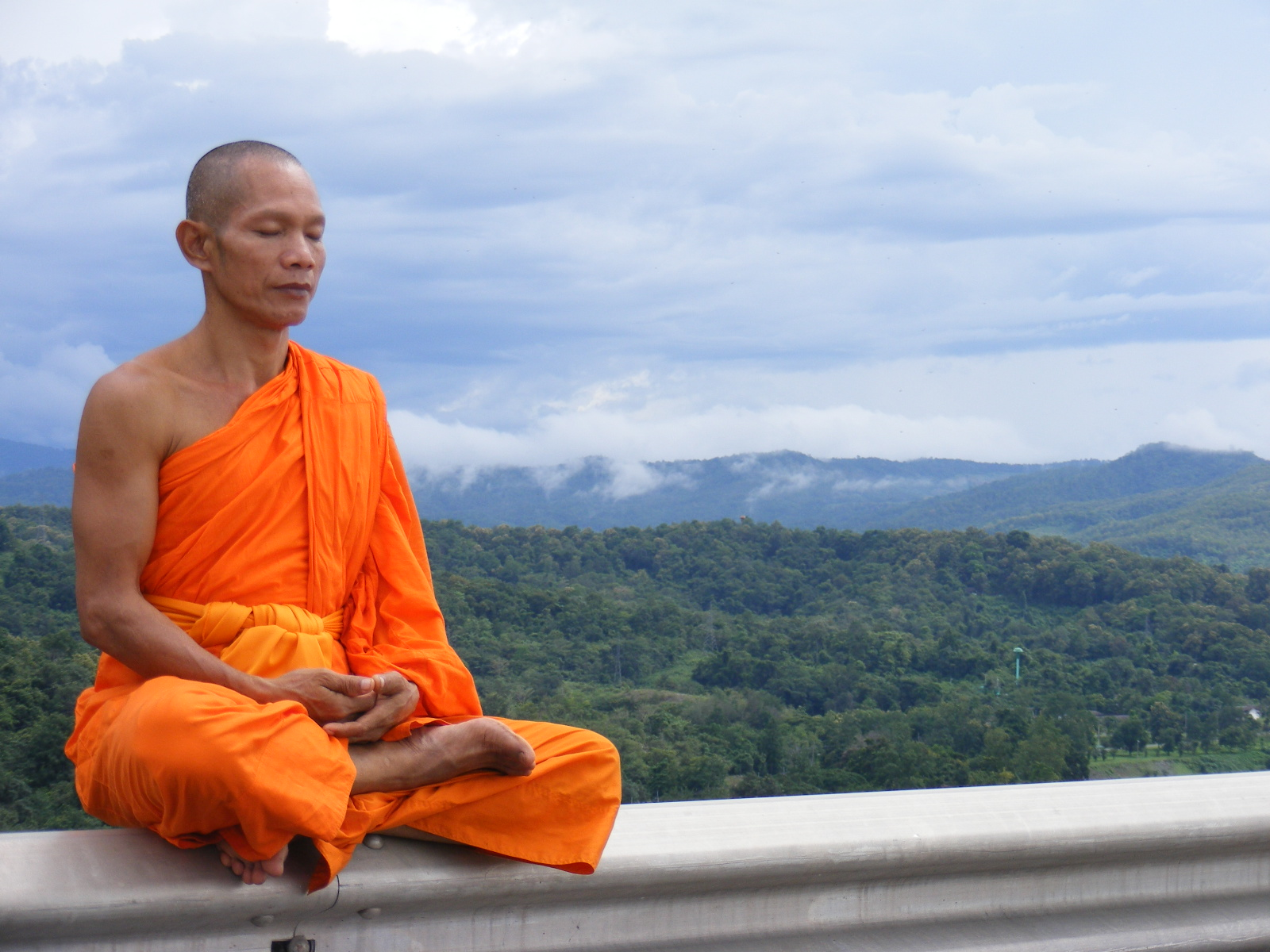
Thai szerzetes meditál a Szirikit-gát mellett

A buddhista meditáció a buddhista filozófia és vallás meditációs gyakorlatainak összefoglaló elnevezése.
A legfőbb meditációs technikákat ősi buddhista szövegekből és a tanító-tanítvány kapcsolatokban szájról-szájra átörökített tudásából ismerjük. A buddhisták azért meditálnak, mert ez jelenti az utat a megvilágosodás és a nirvána felé. A buddhizmus klasszikus nyelveiben a meditációhoz legközelebb álló kifejezések a bhávana és a dzshána/dhjána. A buddhista meditációs technikák világszerte népszerűek nem kizárólag a buddhista szemléletű emberek körében.
A buddhista meditáció vonatkozhat egy sor különböző meditációs technikára, amelyek fejlesztik a tudatosságot, a koncentrációt, a természetfeletti képességeket, a nyugodtságot és a belső látást (vagy belátást).
A buddhizmusban általában kétféle meditációról beszélhetünk: analitikus (elemző) és egyhegyű (összpontosító). Az elsőnél a meditáló elemzési folyamatnak veti alá a meditáció tárgyát, miközben azt újra és újra megpróbálja megismerni. A másodiknál a meditáló a meditáció tárgyára koncentrál, további elemzés nélkül. Ez a nyugodt megállapodottság meditációja. A kétféle meditáció ötvözése hatékony technika.

## Legfőbb fogalmak
| Magyar                     | Páli           | Szanszkrit        | Tibeti                                         |
| -------------------------- | -------------- | ----------------- | ---------------------------------------------- |
| tudatosság                 | szati          | smṛti             | trenpa (wylie: dran pa)                        |
| tiszta megértés            | szampadzsannya | szampradzsanya    | sheshin (shes bzhin)                           |
| éberség                    | appamada       | apramáda          | bakjö (bag jod)                                |
| buzgalom                   | atappa         | átapaḥ            | Nyima (nyi ma)                                 |
| elkötelezettség / figyelem | manaszikara    | manaszkáraḥ       | jila dzsejpa (jid la bjed pa)                  |
| a tudatosság alapja        | szatipatthána  | szmritjupaszthána | trenpa neybar zagpa (dran pa nye bar gzhag pa) |
| a légzés tudatossága       | ánápánaszati   | ánápánaszmriti    | wūk trenpa (dbugs dran pa)                     |
| a nyugodtság megbecsülése  | szamatha       | samatha           | sinej (csi gnasz)                              |
| belső látás / elmélkedés   | vipasszana     | vipasjaná         | lhakthong (lhag mthong)                        |
| meditációs összpontosítás  | szamádhi       | szamádhi          | tendzin (ting nge dzin)                        |
| meditációs értés           | dzshána        | dhjána            | szamten (bsam gtan)                            |
| gyakorlás                  | bhávana        | bhávana           | gompa (sgom pa)                                |

## Meditáció a buddhista hagyományokban
Jóllehet a különböző buddhista iskolákban akadnak hasonló meditációs gyakorlatok, mint például a légzéses meditáció vagy a mindenféle felidéző meditációk (anusszati), ezek egymástól mégis egészen eltérőek. Egyedül a hínajána hagyományon belül több mint ötvenféle módszert használnak csak a tudatosság erősítésére és negyvenet a koncentráció mélyítésére. A tibeti buddhizmusban pedig több ezer vizualizációs meditáció létezik. A legtöbb klasszikus és a mai buddhista meditációk az egyes iskolákra jellemző, sajátságos jegyeket hordoznak. Kevés tanító próbálkozik meg azzal, hogy ezeket egységes, több hagyományra kiterjedő kategóriákba rendezze.

### Korai hagyományok
A buddhista gyakorlatok legkorábbi hagyományait megőrizték a nikája és az ágama ősi szövegei, amelyek a hínajána vonalhoz tartoznak. Más hagyományok is foglalkoztak vele, mint például egy-két már nemlétező korai buddhista iskola, a tibeti buddhizmus valamint sok kelet-ázsiai mahájána vonalba tartozó hagyomány is.

#### Meditáció típusok
A korai hagyományokban - ahogy a páli kánonban és az ágamákban szerepel - a meditációt a nemes nyolcrétű ösvény részének tekintették.
- Helyes tudatosság (szamma szati) – ez jelentette a Buddha által kijelölt tudatosság négy alapját (lásd Szatipatthána-szutta).
- Helyes összpontosítás (szamma szamadhi) – összegyűjteni a dhjánikus megértéseket a szamatha meditatív fejlesztése által.
- Helyes látásmód (szamma ditthi) – megtestesítő bölcsesség, amelyet hagyományosan a vipasszaná fejlesztése által lehet elérni.

A páli irodalom meditációról szóló részei közé tartozik a Szatipatthana-szutta (MN 10) és a Viszuddhimagga második része, "Koncentráció" (szamádhi).

#### A tudatosság négy alapja

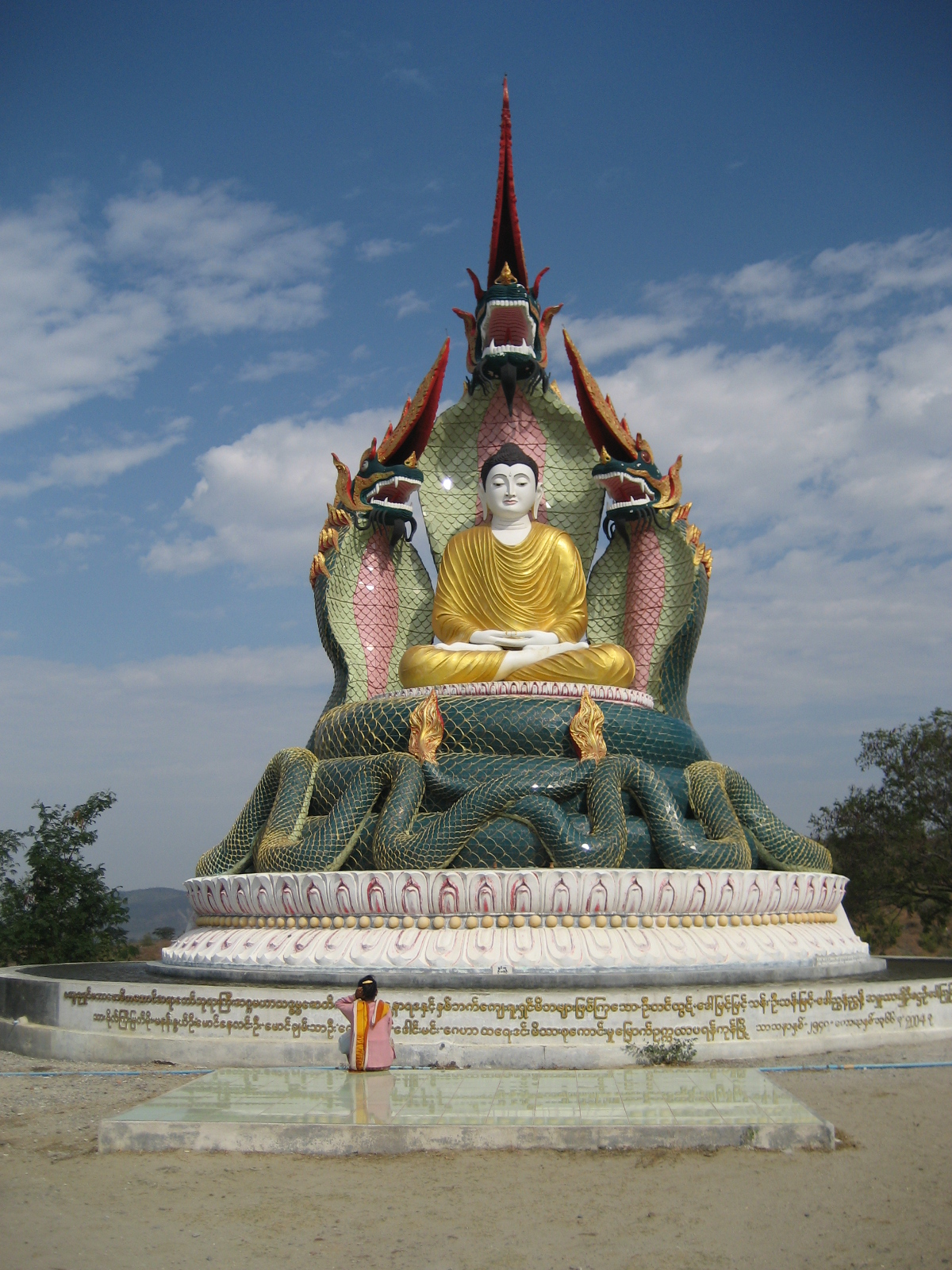
Meditáló buddha Mianmarban.

A Szatipatthana-szuttában a Buddha megkülönböztette a tudatosság négy alapját: test, érzések, tudatállapotok és tudati tárgyak.
- test (kāyā): légzés, testtartás, tiszta értés, elmélkedés a test visszataszítóságán (patikulamanaszikara), elmélkedés az anyagi elemeken (mahábhúta), temetői elmélkedések
- érzések (vedaná) - kellemes, kellemetlen vagy semleges
- tudat (csittá)
- tudati tartalmak (dhammá): akadályok, csoportosulások, érzékelő alapok, hét megvilágosodási tényező és a négy nemes igazság.

Az ezeken való meditáció kifejleszti a belső látást.

#### Derű és belső látás
A Buddha megkülönböztetett két nagyon fontos mentális tényezőt, amelyek az üdvös meditációs gyakorlatokból fakadnak:
- "derű" vagy "nyugalom" (páli: szamatha) - amely lenyugtatja, egyesíti, koncentrálttá teszi a tudatot.
- "belső látás" (páli: vipasszaná) - amelynek segítségével láthatóak, feltérképezhetőek és megfigyelhetőek a "formációk" (feltételhez kötött jelenségek), amelyek az öt csoportosulásból keletkeznek).

#### A páli magyarázószövegekből
Buddhagósza negyven meditációs tárgyat említ a Viszuddhimaggában. Ezek közül majdnem az összes szerepel a korai szövegekben. Buddhagósza azt tanácsolja, hogy a koncentráció és a tudatosság fejlesztése érdekében válasszunk a negyven meditációs tárgy közül, úgy, hogy az illeszkedjen a személyiségünkhöz". Buddhaghósza meditációs tárgyai a következők (3. fejezet, §104; 4-11. fejezet):
- tíz kaszina: föld, víz, tűz, levegő, kék, sárga, vörös, fehér, fény és "korlátozott tér".
- tízféle szennyezettség: "felfúvódott, sápadt, gennyes, feldarabolt, megrágcsált, szétcincált, megcsonkított szétcincált, vérző, féregrágta és csontváz".
- tíz felidézés: a Buddha, a Dhamma, a Szangha, erény, nagylelkűség, az istenek erényei, halál (lásd Upaddzshatthana-szútra), a test, a légzés (lásd ánápánaszati) és béke (lásd Nibbana).
- négy isteni lakhely: mettá, karuná, muditá és upekkhá.
- négy nem anyagi állapot: határtalan tér, határtalan észlelés, semmi, valamint sem észlelés sem nem-észlelés.
- egy észrevétel ("a táplálék visszataszító jellemzői")
- egy "meghatározás" (azaz a négy elem)

#### Meditáció a vadzsrajána buddhizmusban
A tibeti buddhizmuson belül a kagyü és a nyingma iskolákban a Mahámudrá és a Dzogcsen féle tanítások célja az, hogy megismertessék a tudat alapvető természetét, amely minden létezés (dharmakája) alapja. A dharmakájával egységben meditálva a meditáló fokozatosan áthalad a tíz bhúmin, hogy végül megszabaduljon a szamszárától és a karmától.
A mind a négy tibeti iskolára jellemző gyakorlatokat ngöndrónak nevezik. Ezek közé tartozik a vizualizáció, a mantrák szavalása, a szadhana gyakorlatai és a leborulások.

## Nem buddhista alkalmazások
Az emberek nagyon régóta folytatnak buddhista elvekre épülő meditációs gyakorlatokat azért, hogy eredményeket érjenek el a világi életükben. Egyre több pszichológus és pszichiáter használja a buddhista meditációs technikákat a különböző szorongásos és depressziós egészségi problémák kezelésekor. Egyes innovációs pszichológus a tudatosság gyakorlatát és egyéb buddhista meditációs technikát használ, mint például Clive Sherlock, Mya Thwin, S.N. Goenka, Jon Kabat-Zinn, Jack Kornfield, Joseph Goldstein, Tara Brach vagy Sharon Salzberg. Ezek a pszichológusok jelentős szerepet játszanak a buddhista meditációs gyakorlatok és a pszichológiai gyógyítás kombinálásában (lásd még: A buddhizmus és a pszichológia).
A buddhista szövegekben leírt meditatív állapotok olyannyira mentesek a dogmáktól, hogy a buddhista sémákat átvették a nyugati pszichológusok is, akik általános jellemzést kívánnak adni a meditációról. Azonban elég gyakran találni olyan Buddha által említett meditatív állapotokat, amelyek varázslatos képességeket (iddhi) is rejtenek magukban. Ilyenek például a megtöbbszöröződés, eggyé olvadás, eltűnés, megjelenés, szilárd testeken való áthaladás, földben való elsüllyedés és felbukkanás, mintha csak víz volna, vízen járás, repülés, megérinteni bármilyen messzi dolgot, vagy ellátogatni más világokba akár test nélkül is. Emiatt a teljes buddhista hagyományt nem lehet egészen átültetni világi kontextusba. Kivéve, ha ezeket a szuper erőket metaforikusan értelmezzük, esetleg akár belső állapotként.

## Külső hivatkozások
- Buddhista meditáció (angolul)
- Alap vadzsrajána meditáció (angolul)
- Buddhista meditáció a tréraváda hagyományban Archiválva 2014. október 25-i dátummal a Wayback Machine-ben (angolul)
- Vezetett meditáció – Lamrim – The Gradual Path to Enlightenment Bhikshuni Thubten Csodron (PDF-fájl) (angolul)
- Buddhanet – Buddhista meditációs e-könyvek (angolul)
- Szamatha-Vipasszaná Buddhista meditáció (angolul)
- Dhammakaja meditáció (angolul)
- 40-féle buddhista meditáció – Who should use which? (angolul)